# Anthelephila nageli
Anthelephila nageli es una especie de coleóptero de la familia Anthicidae.

## Distribución geográfica
Habita en Camerún.